# 三商巧福

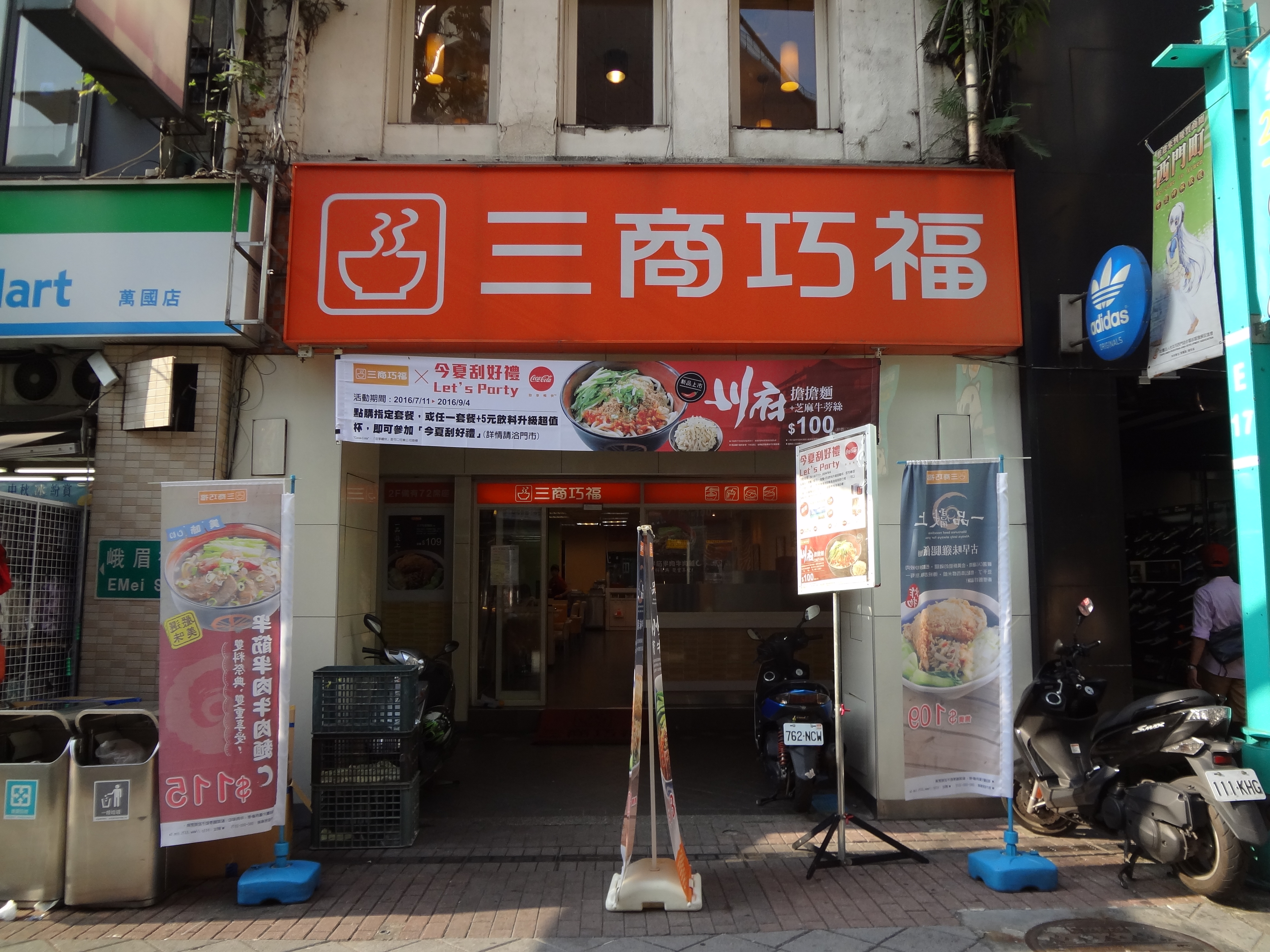
西門町峨眉店

三商巧福是臺灣三商企業的牛肉麵連鎖店。

## 歷史
- 1982年，三商行設立保稅倉庫，另成立「外食部」經營中式餐飲連鎖業務。
- 1983年，三商行外食部成立「三商速簡餐廳」，設立四家直營店。[2]
- 1984年，三商速簡餐廳改名「七七巧福」。
- 1986年，七七巧福改名「三商巧福」。
- 2009年，三商巧福更換新商標標誌。
- 2014年11月13日，日本東京赤坂開出第一間直營店，目標兩年內在日本關東地區開10間分店[3]。
- 2014年年底，東京再開店面，主打台灣口味，除招牌的主餐、小菜之外，亦有販賣珍珠奶茶。日本知名美食網站Tabelog已累積超過30個評價、平均2.96分（滿分5分），有不少網友認為湯頭太淡、價格略高、珍珠奶茶好喝。[4]
- 2016年3月17日，日本東武商事在官方網站宣布從同年3月25日起將開始販售東武鐵道與三商巧福合作開發的「台灣排骨便當」，1份售價680日圓（約新台幣190元），販售地點在東武線站內販售店「ACCESS」、淺草站和北千住站、以及從淺草站發車的特急列車SPACIA上。[5]

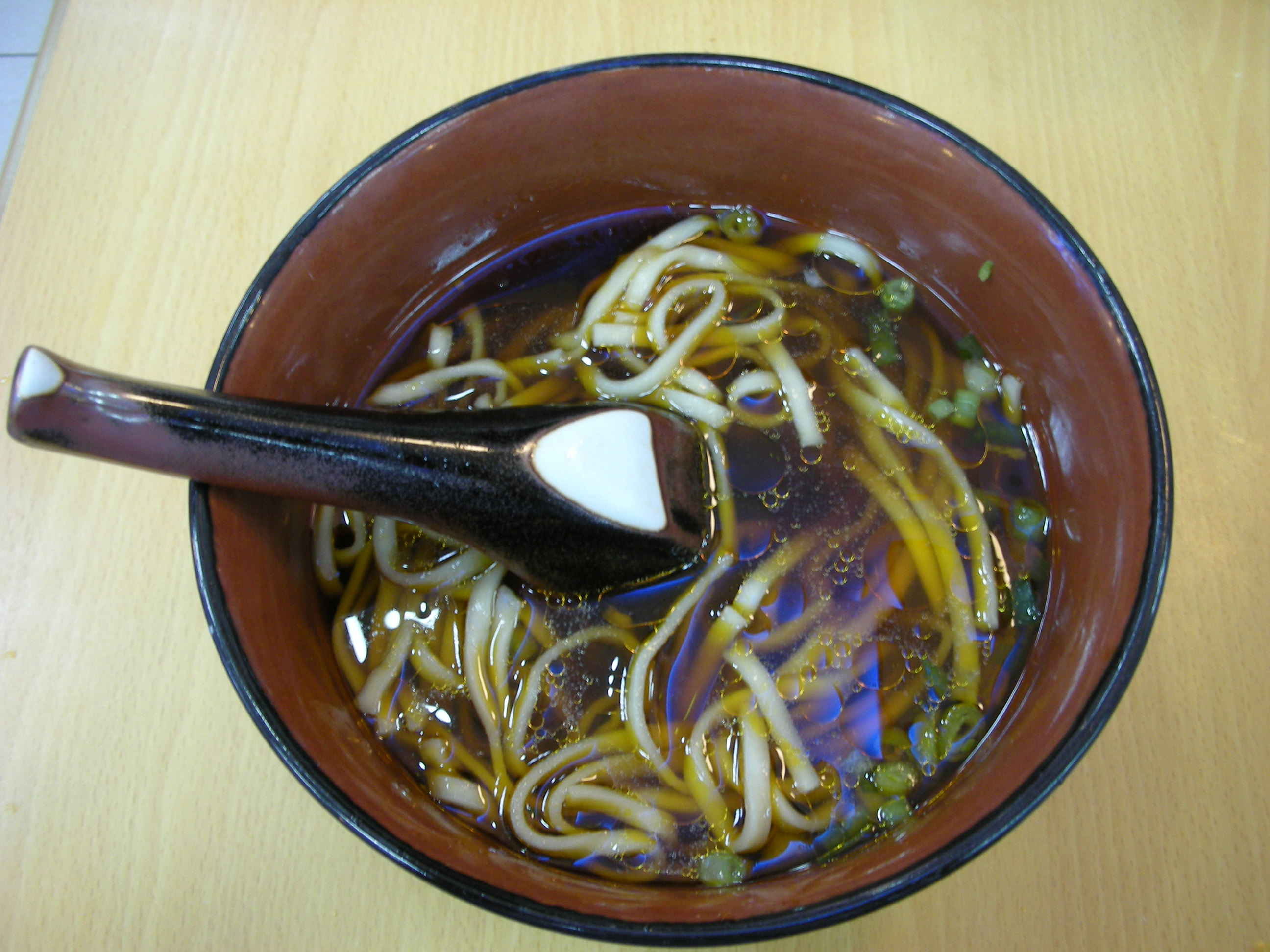
三商巧福的牛肉麵

## 產品種類
三商巧福提供8至10款不同選項的主餐選擇，以「原汁牛肉麵」做為主力產品，其次為「排骨飯」。點餐方式主要為組合成套餐供消費者點選。
2000年代起，也推出各種不同商品供客人享用，如：「牛三寶牛肉麵」、「蕃茄牛肉麵」；與「蘭州雙寶牛肉拉麵」等。

## 外部連結
- 三商巧福官方網站(台灣店)（页面存档备份，存于）
  - 台灣公司資料 （页面存档备份，存于）
  - 三商巧福的Facebook專頁
- 三商巧福官方網站(日本店)（页面存档备份，存于）